# Rudolf Keller (hokejist)
Rudolf Keller, švicarski hokejist, * 6. oktober 1925, Švica. 
Keller je igral za švicarsko reprezentanco nastopil na olimpijskih hokejskih turnirjih 1952 in 1956, kjer je z reprezentanco osvojil peto in deveto mesto, ter več svetovnih prvenstvih, na katerih je osvojil eno bronasto medaljo.